# Malasia en los Juegos Olímpicos de Atenas 2004
Malasia estuvo representada en los Juegos Olímpicos de Atenas 2004 por un total de 26 deportistas, 18 hombres y 8 mujeres, que compitieron en 11 deportes.
El portador de la bandera en la ceremonia de apertura fue el saltador Bryan Nickson Lomas. El equipo olímpico malasio no obtuvo ninguna medalla en estos Juegos.